# Déspina Papamichaíl
Déspina Papamichaíl (en grec moderne : Δέσποινα Παπαμιχαήλ), née le 9 février 1993 à Préveza, est une joueuse de tennis grecque.
Elle a remporté quinze titres en simple et 35 en double sur le circuit ITF. Son trophée le plus important a été acquis en juin 2021 à Charleston, tournoi ITF W60 doté de 60 000 dollars.
Elle a fait ses débuts sur le circuit WTA en 2021 lors du tournoi d'Abou Dabi où elle perd au premier tour contre Karolína Plíšková.
Elle est membre de l'équipe de Grèce de Fed Cup depuis 2010.

## Palmarès

### Titres en double en WTA 125
| No | Date       | Nom et lieu du tournoi             | Catégorie | Dotation  | Surface      | Partenaire                 | Finalistes                           | Score            |          |
| -- | ---------- | ---------------------------------- | --------- | --------- | ------------ | -------------------------- | ------------------------------------ | ---------------- | -------- |
| 1  | 14-08-2023 | Baranquilla Open 2023 Barranquilla | WTA 125   | 115 000 $ | Dur (ext.)   | Valentíni Grammatikopoúlou | Yuliana Lizarazo María Paulina Pérez | 7-62, 7-5        | Parcours |
| 2  | 27-11-2023 | Argentina Open Buenos Aires        | WTA 125   | 115 000 $ | Terre (ext.) | María Carlé                | M.P. Pérez García Sofia Sewing       | 6-3, 4-6, [11-9] | Parcours |

### Finale en double en WTA 125
| No | Date       | Nom et lieu du tournoi      | Catégorie | Dotation  | Surface      | Vainqueures                   | Partenaire  | Score            |          |
| -- | ---------- | --------------------------- | --------- | --------- | ------------ | ----------------------------- | ----------- | ---------------- | -------- |
| 1  | 01-11-2021 | Argentina Open Buenos Aires | WTA 125   | 115 000 $ | Terre (ext.) | Irina Bara Ekaterine Gorgodze | María Carlé | 5-7, 7-5, [10-4] | Parcours |

## Parcours en Grand Chelem

### En simple dames
| Année | Open d'Australie | Open d'Australie | Internationaux de France | Internationaux de France | Wimbledon | Wimbledon           | US Open | US Open           |
| ----- | ---------------- | ---------------- | ------------------------ | ------------------------ | --------- | ------------------- | ------- | ----------------- |
| 2021  | —                | —                | —                        | —                        | —         | —                   | Q2      | Renata Zarazúa    |
| 2022  | Q1               | Viktoriya Tomova | Q1                       | Ysaline Bonaventure      | Q2        | Natalija Stevanović | Q1      | Mai Hontama       |
| 2023  | Q2               | Olga Danilović   | Q1                       | Moyuka Uchijima          | Q3        | Viktorija Golubic   | Q2      | Vera Zvonareva    |
| 2024  | Q1               | Raluka Șerban    | Q1                       | Daria Snigur             | Q2        | Erika Andreeva      | Q3      | Varvara Lepchenko |

N.B. : à droite du résultat se trouve le nom de l'ultime adversaire.

## Parcours aux Jeux olympiques

### En double dames
| # | Date       | Nom de l'olympiade         | Surface             | Résultat        | Partenaire    | Ultimes adversaires               | Score    |          |
| - | ---------- | -------------------------- | ------------------- | --------------- | ------------- | --------------------------------- | -------- | -------- |
| 1 | 27/07/2024 | Olympic Tennis Event Paris | Terre battue (ext.) | 1er tour (1/16) | María Sákkari | Danielle Collins Desirae Krawczyk | 6-1, 6-3 | Parcours |

## Classements WTA en fin de saison
| Année          | 2013 | 2014 | 2015 | 2016 | 2017 | 2018 | 2019 | 2020 | 2021 | 2022 | 2023 | 2024 |
| Rang en simple | 392  | 347  | 490  | 551  | 375  | 477  | 261  | 276  | 184  | 156  | 224  | 281  |
| Rang en double | 461  | 250  | 188  | 390  | 527  | 270  | 261  | 272  | 247  | 202  | 108  | 154  |

Source : (en) Classements de Déspina Papamichaíl sur le site officiel de la Fédération internationale de tennis